# Lepidonotopodium jouinae
Lepidonotopodium jouinae är en ringmaskart som beskrevs av Desbruyères och Hourdez 2000. Lepidonotopodium jouinae ingår i släktet Lepidonotopodium och familjen Polynoidae. Inga underarter finns listade i Catalogue of Life.